# Pont de Baodai
Pour l’article homonyme, voir Bao Dai.
Le pont de Baodai (chinois simplifié : 宝带桥 ; chinois traditionnel : 寶帶橋 ; pinyin : bǎodài qiáo) est un pont situé dans la ville de Suzhou, dans la province chinoise du Jiangsu, sur le Grand Canal. Érigé une première fois en 816 et maintes fois reconstruit, sa structure actuelle remonte à 1446.